# Poecilopsis brooksi
Poecilopsis brooksi là một loài bướm đêm trong họ Geometridae.